# Yūichi Nishimura
Yūichi Nishimura (jap. 西村雄一 Nishimura Yūichi; ur. 17 kwietnia 1972 w Tokio) – japoński sędzia piłkarski.
Sędzia międzynarodowy FIFA od 2004 roku. Debiutował w meczu  Tajlandia – Zjednoczone Emiraty Arabskie .
W lidze japońskiej od 1999 roku.
Prowadził trzy mecze Ekstraklasy w rundzie jesiennej sezonu 2008/2009 oraz jeden w Pucharze Polski.

## Turnieje międzynarodowe
- Mistrzostwa Świata U-17 w Piłce Nożnej (2007)
- Puchar Azji (2007)
- Puchar Narodów Afryki (2008)
- Mistrzostwa Świata w Piłce Nożnej (2014)